# アイゼンシュタット
アイゼンシュタット（ドイツ語: Eisenstadt  発音, ハンガリー語: Kismarton; キシュマルトン, クロアチア語: Željezno）は、オーストリア東部の都市。ブルゲンラント州の州都。郡に属さない憲章都市（Statutarstadt）であるが、アイゼンシュタット＝ウムゲーブング郡の郡庁が置かれている。

## 概要
都市の周辺は葡萄畑に囲まれており、また都市周辺部には緑の多い自然豊かな都市である。
ハンガリー貴族であったエステルハージ家が支配した地域で、エステルハージ城（邸宅）がある。また、当家に仕えたハイドンゆかりの地としても著名である。
北部にはユネスコの世界遺産に登録されているノイジードル湖があり、ヨーロッパ最大の遠浅の湖として知られる。

## 地理
4つの区に分けられる。
- オーバーベルク／フェルシェーキシュマルトンヘジ（上の山）　Oberberg / Felsőkismartonhegy / Železno Brig
- ウンターベルク／アルショーキシュマルトンヘジ（下の山）　Unterberg / Alsókismartonhegy / Železno Dolnji Brig
- クラインヘーフライン／キシュヘフラーニ　Kleinhöflein/Kishöflány
- ザンクト・ゲオルゲン／ライタセントジェルジ　St. Georgen a. Leithagebirge / Lajtaszentgyörgy / Sveto Jurje

## 歴史
ハルシュタット時代からの遺物が見出される。
ケルト人、ローマ人がその後移住した。
民族移動記にゲルマン系の住民と、フン族も居住した。
800年ごろ、カール大帝治下フランク王国の領域に入り、バイエルン人の移住が始まる。
1118年に「"castrum ferrum"(鉄の城)」として初めて文献に現れる。
1264年には「"minor Mortin"(小さいマルトン)」と、ハンガリー語名のキシュマルトンに対応する形で現れる。
中世後期から第一次世界大戦までは概ねハンガリー王国（オーストリア帝国時代含む）の一部であった。第一次ウィーン包囲に際しては、前線地帯として1529年から1532年までオスマン帝国の支配下となった。
1921年、トリアノン条約とサン＝ジェルマン条約により、オーストリア共和国の一部となる。1925年からはブルゲンラント州の州都となっている。第二次世界大戦中は激しい爆撃を受けた。

## 見所

### 博物館
- ハイドン博物館 - フランツ・ヨーゼフ・ハイドンに関する博物館。ハイドンの住居跡を改装したもので、規模としては資料館に近い。アイゼンシュタットでは小規模だが「ハイドン音楽祭」が開催される
- 州博物館
- オーストリア・ユダヤ博物館
- 司教区民博物館 - ローマ・カトリックのアイゼンシュタット司教区に関連した博物館
- 消防博物館

### 宮城
- エステルハージ城、邸宅庭園
- グロリエッテ - 狩猟城

### 建築物
- 山の教会

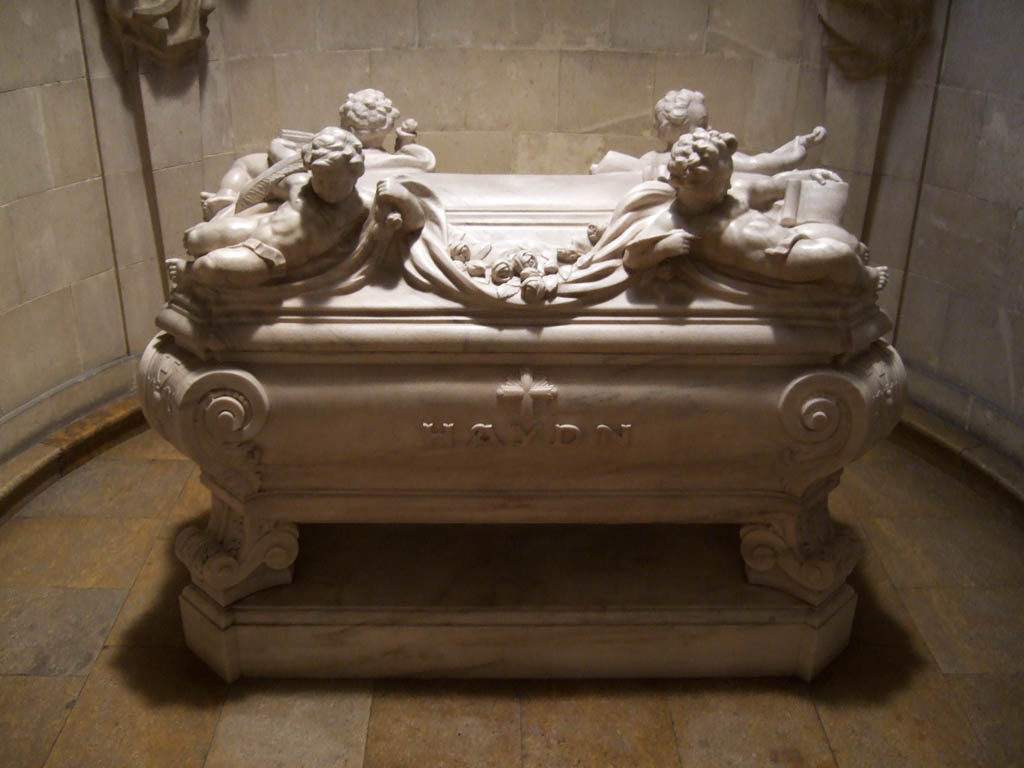
ハイドン廟にあるハイドンの棺

- ドーム教会 - 後期ゴシック様式の兵士に関わる教会
- シナゴーグ - ユダヤ教徒街の博物館の中にある
- ハイドン廟 - ハイドンの遺体がある
- 市庁舎
- 粉挽塔

## 姉妹都市
- コルマール、フランス
- さぬき市（旧志度町）、日本
- ショプロン、ハンガリー - ハンガリー王国時代は同じショプロン県に属していた
- バート・キッシンゲン、ドイツ
- リニャーノ・サッビアドーロ、イタリア

## ゆかりの人物

### アイゼンシュタット出身の人物
- エステルハージ家
  - パウル・エステルハージ
  - パウル・アントン・エステルハージ
- アンドレアス・イヴァンシッツ - サッカー選手
- フィリップ・ホジナー - サッカー選手
- ルーカス・ロートプッラー - サッカー選手
- ヨーゼフ・ヒルトル - 解剖学者

### アイゼンシュタットに在住した人物
イェシーバーのあった都市であるため、この地で学んだラビが多い。ハンガリーの首席ラビはアイゼンシュタットのラビであったことも多い。
- フランツ・ヨーゼフ・ハイドン - 作曲家。北部のローラウ出身。
- イグナツ・プライエル - 作曲家
- ヨハン・ネポムク・フンメル - 作曲家、ピアニスト
- ロベルト・ムージル - 作家
- ザムゾン・ヴェルトハイマー - アイゼンシュタットのラビで、ハンガリー王国・モラヴィア首席ラビ